# Рождественский, Василий Гаврилович
Васи́лий Гаври́лович Рожде́ственский (1839, Новгородская губерния — 2 октября 1917, Петроград) — русский православный богослов, духовный писатель, профессор богословия в Санкт-Петербургском университете; один из авторов «ЭСБЕ».

## Биография
Василий Рождественский родился в 1839 году в Новгородской губернии. Первоначальное образование получил в Новгородской духовной семинарии, из которой в 1861 году поступил в Санкт-Петербургскую духовную академию. После окончании академического курса в 1865 году он был определен в Казанскую духовную академию бакалавром по кафедре логики, истории, философии и нравственной философии.
В 1867 году по собственному желанию перемещен в Петербургскую духовную семинарию помощником ректора по профессорской должности. В 1869 году советом Петербургской духовной академии избран доцентом по кафедре Священного писания Нового Завета. В 1874 году министром народного просвещения утвержден в должности профессора православного богословия при Санкт-Петербургском университете, с оставлением на службе в духовной академии.
6 декабря того же года рукоположен в сан священника, с причислением к Петропавловской университетской церкви. В 1880 году советом Санкт-Петербургской духовной академии избран в звание экстраординарного профессора академии. В 1891 году Святейшим Синодом согласно прошению уволен со службы при академии.
Василий Гаврилович Рождественский скончался в 1917 году в Петрограде.

## Труды
- История новозаветного канона / Христианское чтение. СПБ. — 1872. — № 10
- Историческое обозрение священных книг Нового завета / [Соч.] свящ. В. Рождественского. Вып. 1. — СПб. : тип. Ф. Г. Елеонского и К°, 1878.
- Лекции по основному богословию / [Соч.] Проф. Спб. ун-та В. Г. Рождественского [1880].
- Конспект лекций по священному писанию Нового Завета, читанных студентам 1 и 2-го курсов СПБ духовной академии… В. Г. Рождественским. — СПб. : типо-лит. Яздовского, 1887—1891.
- Новооткрытый отрывок апокрифического Евангелия ап. Петра / [Соч.] Прот. В. Рождественского. — СПб. : тип. А. Л. Катанского и К⁰, 1895.
- О значении философско-литературной деятельности В. С. Соловьева для христианского богословия : Речь, чит. в публ. собр. С.-Петерб. филос. о-ва 26 нояб. 1900 г. / Проф.-прот. В. Г. Рождественский. — СПб. : тип. А. П. Лопухина, 1901.
- Благодатная сила веры и покаяния : Слово в великий пяток, произнес. в унив. церкви марта 30 дня 1901 г. / [Прот. В. Рождественский]. — [СПб.] : тип. А. П. Лопухина, ценз. 1902.
- О книгах Новозаветных неканонических, употреблявшихся в христианской Церкви II и III века / Христианское чтение. 1875. № 7. СПБ